# Baguio

Baguio je visoko urbanizirani grad koji se nalazi u provinciji Benguet na sjevernom dijelu Filipina. Ovaj grad je postao poslovno i trgovinsko središte Filipina, a uz to je i grad s najviše obrazovnih ustanova u cijelom sjevernom dijelu Filipina. Prema popisima iz 2010. godine, grad ima 318 676 stanovnika.
Grad je osnovan od strane Amerikanaca na području nekadašnjeg sela Kafagway. Ime grada potječe od riječi bagiw (hrv. mahovina), autohtona jezika regije Benguet. Grad je na nadmorskoj visini od oko 1610 metara, idealnoj za rast borove šume i orhideje.

## Povijest

### Kao američka kolonija
Kada su Amerikanci zauzeli Filipine, Baguio je od vladajućih bio izabran kao privremeni glavni grad. Godine 1903. filipinski, japanski i kineski radnici su bili angažirani da naprave cestu koja će povezivati Baguio s ostatkom Filipina. To je ujedno bila i prva cesta koja je izlazila van granica ovog grada. Tijekom godina kolonizacije, Amerikanci su izgradili mnogo građevina na ovom području, a jedna od tih je i zgrada vlade.

### Drugi svjetski rat
Dana 26. travnja 1945. godine, filipinske snage (7 divizija) i američke snage (2 divizije) ušle su u Baguio i borile se protiv japanske imperijalne vojske koju je vodio general Tomoyuki Yamashita. Ovaj grad je službeno mjesto predaje ovog japanskog generala i admirala Okochija. Japanci su izgubili mnogo ljudske sile, te su morali predati ostatak vojske, a ovaj događaj obilježava kraj Drugog svjetskog rata

### 1990. godina
1990. godina je godina kada se dogodio snažni potres, magnitude 7,8 po Richterovoj ljestvici. 16. srpnja 1990. godine, potres nazvan potres kod Luzona, uništava veliki dio grada Baguio. Mnoge nastambe i infrastruktura su bile uništene ili oštečene, glavne prometnice su morale biti popravljene i privatne kuće su bile srušene do temelja uz velike ljudske žrtve. Baguio je obnovljen uz pomoć vlade i uz pomoć humanitarne pomoći koju je pružio Japan, Singapur i ostali.

## Zemljopis
Baguio je smješten na oko 1600 metara nadmorske visine, u središtu planinske regije Luzon, koja se nalazi na sjeveru Filipina. Grad se nalazi u centru provincije Benguet i pokriva 57,5 četvornih kilometara. Veći dio grada (razvijeniji i bogatiji dio) je sagrađen na neravnom i visokom terenu.

### Klima
U gradu prevladala suptropska klima, a grad je posebno poznat po svojoj blagoj klimi. Upravo zbog toga, grad je dobio nadimak Ljetni glavni grad Filipina. Zahvaljujući svojoj visokoj nadmorskoj visini, Baguio ima u prosjeku 8 stupnjeva celzijevih nižu temperaturu od prosječne temperature ostatka Filipina. Prosječna temperatura na području grada Baguio iznosi od 15 do 23 stupnja. Odstupanja od ove prosječne temperature su zabilježena u ranim i kasnim mjesecima godine. Rekordno niska temperatura zabilježena je dana 18. siječnja 1961. godine, a iznosila je 6,3 stupnja. Najveća zabilježena temperatura izmjerena je dana 15. ožujka 1988. godine, a iznosila je 30,4 stupnja. Tijekom sezone kiša (srpanj i kolovoz), padne više od 1000 mm kiše po četvornom metru, a godišnje taj se iznos penje do 4500 mm po četvornom metru.

## Obrazovanje
Baguio ima svoje gradsko sveučilište koje ima nešto više od 141.000 studenata, što je mnogo ako uzmemo u obzir da sam grad ima nešto više od 318.000 stanovnika. Ovo sveučilište je najveći centar za obrazovanje u cijeloj pokrajini Sjeverni Luzon. Postoji osam glavnih fakultetskih ustanova, a to su:
- Sveučilište Saint Louis

- Filipinsko sveučilište

- Filipinska vojna akademija

- Sveučilište grada Baguio

- Sveučilište Cordilleras

- Središnje sveučilište grada Baguio

- Pines City fakultet

- Fakultet Easter

## Religija
Većina stanovnika grada Baguio su Rimokatolici. Druge religijske grupe uključuju ujedinjenu Kristovu crkvu (UCCP), Baptističku crkvu, Prezbitersku crkvu, ujedinjenu Metodističku crkvu i ostale. U gradu je značajan broj muslimana različitih etničkih pripadnosti i različitih nacionalnosti.